# 부산 연등사 석조지장보살좌상
부산 연등사 석조지장보살좌상(釜山 燃燈寺 石造地藏菩薩坐像)은 부산광역시 동구 (부산광역시) 좌천동, 연등사 대웅전 내 중심 불단 좌측에 봉안되어 있는 불석제 불상이다. 2018년 5월 23일 부산광역시의 문화재자료 제103호로 지정되었다.

## 개요
부산 연등사 석조지장보살좌상은 대웅전 내 중심 불단 좌측에 봉안되어 있는 불석제 불상으로 하나의 돌로 제작되었으며 전반적으로 상태는 양호하다. 바닥면 중앙에는 7.3cm 의 원형 복장공이 마련되어 있는데 사방에 범자를 적은 한지로 마감하였으며 원형 복장공 내부에 방형 공간을 마련하여 방형의 지제후령통을 봉안하였음이 확인된다.
연등사 석조지장보살좌상은 곧은 자세로 연화좌 위에 앉아 있으며 머리는 승형이고 왼손에는 둥근 보주를 받쳐 든 손모습을 취하였다. 몸에 비해 비교적 큰 장방형의 얼굴은 넓은 이마, 편평한 눈꺼풀의 아래로 쳐진 눈, 큼직한 코, 얇은 입술의 입꼬리를 올린 입 등을 표현하여 자비롭고 온화한 인상을 준다. 착의법은 편삼 위에 대의를 양 어깨 위로 걸친 변형 통견식(通肩式)이고 밋밋한 가슴 위로 일자형 내의(승각기)가 보인다. 옷주름은 대체로 간결한데 왼쪽 어깨에 넓게 접힌 옷주름이나 무릎 아래에서 양 갈래로 커튼형으로 늘어지는 형태 등이 두드러진다. 이 지장보살상은 보살상이지만 둥근 꽃모양 귀걸이를 제외하고 장신구를 걸치지 않아 간결하고 단순하다.
이러한 민머리형의 지장보살상은 조선시대 16세기 이후로 유행하며 대의를 입고 장식이 간결한 특징이 있다. 연등사 지장보살상도 같은 맥락에 조선후기 지장보살상의 특징을 계승하고 있으며 몸 안쪽으로 굽혀 조각한 왼손이라든지 커튼처럼 늘어진 옷주름 등은 연등사 불상만의 독특함이다. 이 연등사 지장보살상의 신체비례, 이목구비 표현이나 몸 안쪽으로 굽힌 손모습, 불석제 등의 특징은 근대기 조각승인 완호(琓虎)의 불상 작품들과 비교된다.
부산 연등사 석조지장보살좌상은 1930년 근대기 조각승 완호에 의해 조성된 불상이다. 이 연등사 지장보살상은 조선후기 불상 양식을 계승하면서 평면적인 불화에서 차용된 듯한 몸 안쪽으로 굽은 손 표현, 무릎 아래 양 갈래로 늘어진 커튼형 옷주름 등 완호 개인 양식도 확연히 드러난다.
연등사 석조지장보살좌상은 부산을 비롯한 울산, 경주 등 경상도 지역에서 활동한 근대기 대표적인 완호의 작품인 점과 제작시기, 제작자, 봉안처가 명료한 점 그리고 조선후기에서 근대로 이어지는 불교조각사 연구에 있어 귀중한 자료로 평가된다. 따라서 부산광역시 문화재자료로 지정함이 좋을 것으로 판단된다.

## 참고 문헌
- 연등사 석조지장보살좌상 - 국가유산청 국가유산포털